# Bruce Fraser (Leichtathlet)
Bruce Fraser (* 30. Januar 1946) ist ein ehemaliger britischer Hammerwerfer.
Bei den British Commonwealth Games 1970 in Edinburgh gewann er für England startend Silber.
Seine persönliche Bestleistung von 64,80 m stellte er am 30. September 1973 in Gloucester auf.